# Springside, Skottland
Springside är en ort i Storbritannien.   Den ligger i kommunen North Ayrshire och riksdelen Skottland, i den centrala delen av landet, 500 km nordväst om huvudstaden London. Springside ligger 17 meter över havet och antalet invånare är 1 114.
Terrängen runt Springside är huvudsakligen platt. Springside ligger nere i en dal. Runt Springside är det ganska tätbefolkat, med 78 invånare per kvadratkilometer. Närmaste större samhälle är Ayr, 17,2 km söder om Springside. Trakten runt Springside består i huvudsak av gräsmarker.